# Liolaemus riojanus
Liolaemus riojanus är en ödleart som beskrevs av  José Miguel Cei 1979. Liolaemus riojanus ingår i släktet Liolaemus och familjen Tropiduridae. Inga underarter finns listade i Catalogue of Life.